# Galbula
Galbula es un género de aves Piciformes de la familia Galbulidae.
El género incluye las siguientes especies reconocidas:
- jacamará piquigualdo (Galbula albirostris) (Latham, 1790)
- jacamará violáceo (Galbula chalcothorax) (P. L. Sclater, 1855)
- jacamará coroniazul (Galbula cyanescens) (Deville, 1849)
- jacamará cariazul (Galbula cyanicollis) (Cassin, 1851)
- jacamará colilargo (Galbula dea) (Linnaeus, 1758)
- jacamará coliverde (Galbula galbula) (Linnaeus, 1766)
- jacamará bronceado (Galbula leucogastra) (Vieillot, 1817)
- jacamará cobrizo (Galbula pastazae) (Taczanowski y Berlepsch, 1885)
- jacamará colirrufo (Galbula ruficauda) (Cuvier, 1816)
- jacamará barbiblanco (Galbula tombacea) (Spix, 1824)
- Galbula hylochoreutes † (Rasmussen, 1997)[2]